# Caxingó
Caxingó es un municipio brasileño del estado del Piauí. Se localiza a una latitud 03º25'03" sur y a una longitud 41º53'46" oeste, a una altitud de 13 metros. Su población estimada en 2004 era de 29 809 habitantes.
Posee un área de 498,48 km².